# Seznam tvrzí v Jihočeském kraji
Seznam tvrzí nacházejících se v Jihočeském kraji, seřazených podle abecedy:

## B
- Balkova Lhota
- Benešova Hora
- Bernartice (okres Písek)
- Bernartice (tvrz Na hrádku)
- Bernartice (tvrz nad Borovanským rybníkem)
- Bělčice
- Běleč
- Borovany
- Boučí
- Božejovice
- Branovice (nová tvrz)
- Branovice (stará tvrz)
- Brloh
- Březnice
- Budkov (okres Jindřichův Hradec)
- Budkov (okres Prachatice)
- Buzice
- Býšov

## C
- Cehnice
- Cizkrajov
- Cuknštejn

## Č
- Čakovec
- Čepřovice
- Černý Dub
- Čestice
- Čichtice
- Čimelice
- Čížkrajice

## D
- Dačice
- Dobev
- Dobrš
- Dolní Bukovsko
- Dolní Hořice
- Doubíčko
- Doubravice u Volyně
- Doudleby
- Draheničky
- Drahonice
- Dráchov
- Drslavice
- Droužetice
- Dřešínek
- Dubné
- Dvory

## H
- Habří
- Hamr
- Hodějov
- Holešice
- Holešice (severní tvrz)
- Holkov
- Horní Meziříčko
- Hostišovice
- Houžná
- Hrádek
- Hrádek u Husince
- Hrádek u Trhových Svin
- Hvížďalka

## Ch
- Chlum
- Chocholatá Lhota
- Chvalešovice

## J
- Jistebnice

## K
- Kadov
- Katovsko
- Kbelnice
- Kestřany (dolní tvrz)
- Kestřany (horní tvrz)
- Kladenské Rovné
- Kladruby
- Klokočín
- Klokoty
- Kostelní Vydří
- Kotýřina
- Kovářov
- Kožlí
- Kraselov
- Krčohrad
- Krokovice

## L
- Lásenice
- Lašovice
- Lety
- Liderovice
- Lipovice

## M
- Machovice
- Mezná
- Mirovice
- Mladějovice (nová tvrz)
- Mladějovice (stará tvrz)
- Modliškovice
- Mutišov
- Myslín

## O
- Ohrazenice
- Oldřichov
- Ostrolovský Újezd

## P
- Pasovary
- Pejdlova Rosička
- Petrovice (též Na Věžích)
- Polánka
- Pole
- Provod
- Putim
- Putkov

## R
- Radonice
- Rataje

## Ř
- Řepice

## S
- Sedlec
- Skalice
- Slavětín
- Slavkov
- Smrčná
- Srdov
- Srlín
- Svébohy

## Š
- Šamonice
- Štěkře

## T
- Talíř
- Tchořovice
- Tichá
- Trocnov
- Trojany
- Trojaň
- Tourov

## U
- Újezdec
- Uzeničky

## V
- Vepice
- Vildštejn
- Vitanovice
- Vlksice
- Volyně
- Vztuhy

## Z
- Záboří
- Zálezly
- Zámek u Smrkovic
- Zátiší
- Zvíkov

## Ž
- Želibořice
- Žumberk